# Natalia Kobzar
Natalia Mykolaïevna Kobzar (ukrainien : Наталія Миколаївна Кобзар), née le 19 janvier 2000 à Krementchouk, est une athlète handisport spécialiste du sprint T37 pour les athlètes ayant une infirmité motrice cérébrale.

## Palmarès

### Jeux paralympiques
- Jeux paralympiques d'été de 2020 à Tokyo :
  -  400 m T37

### Championnats du monde
- Championnats du monde 2017 à Londres :
  -  200 m T37
  -  100 m T37
  -  400 m T37
- Championnats du monde 2019 à Dubaï :
  -  400 m T37